# Eucalyptus brownii
Eucalyptus brownii é uma espécie botânica pertencente à família Myrtaceae e ao gênero Eucalyptus. Seu nome homenageia o cientista holandês Robert Brown.
É nativa da Austrália, onde se desenvolve em solos pobres e quase desérticos.